# 独立党 (アイスランド)
独立党（どくりつとう、アイスランド語: Sjálfstæðisflokkurinn [is]）は、アイスランドの政党で、同国最大かつ最も歴史ある中道右派の政党である。1929年5月25日に保守党と自由党が合併して結成され、保守主義と経済的自由主義を基盤とする。現在の党首はグズルーン・ハフステインスドッティルで、副党首はイェンス・ガルザル・ヘルガソンである。議会（アルシング）では14議席（全63議席中）を保有し、2024年時点で第2党の地位にある。

## 歴史
独立党は1929年5月25日、デンマークからの独立を強く主張していた保守党（1924年設立）と自由党（1925年設立）が合併して設立された。党名は、デンマークとの連合解消を目指した歴史的な独立党（1927年に保守党と自由党に分裂）に由来する。1944年のアイスランド共和国成立以降、独立党は長期間にわたり議会最大勢力としてアイスランド政治を牽引してきた。
1931年の初選挙から2009年と2024年を除くすべての選挙で最大得票を獲得し、多くの党首がアイスランドの首相を務めてきた。特にダヴィーズ・オッドソンは1991年から2005年まで党首を務め、アイスランド史上最長の首相在任期間を記録した。
2009年の総選挙では、金融危機の影響で支持率が急落し、16議席（23.7%）で社会民主同盟に次ぐ第2党に転落した。しかし、2013年以降は再び第1党に返り咲き、ビャルニ・ベネディクトソンの下で連立政権を主導。2024年の総選挙では、過去最低の19.36%の得票率で14議席を獲得し、社会民主同盟に抜かれ第2党となった。

## 政策とイデオロギー
独立党は中道右派に位置し、保守主義（特にアイスランドの保守主義）と経済的自由主義を掲げる。経済政策では民営化を支持し、経済的介入主義に反対する立場を取る。1930年代には自由放任主義を強く主張したが、その後は福祉国家の構築を受け入れ、限定的な社会保障を支持するようになった。
社会的には比較的リベラルで、他の北欧の右派政党と比べ保守色が薄い。例えば、ビール禁止の解除を強く支持し、1989年の合法化に貢献した。
外交政策では、NATOへの加盟を支持する一方、EU加盟には反対する欧州懐疑主義の立場を取る。2023年9月には欧州人民党（EPP）に準会員として加盟したが、かつては欧州保守改革党（ECR）に所属していた（2011年～2021年）。

## 支持基盤
独立党は幅広い支持基盤を持つが、特に漁業コミュニティや高所得者層、大学教育を受けた層に強く支持されている。地域的には南部や南西部で強い支持を得る。党は特定の社会階級に依存せず、中産階級や労働者階級にも訴求する「キャッチオール」型の政党として機能する。
党はモルグンブラジズ（新聞）から長年にわたり支持を受けており、元党首のダヴィーズ・オッドソンは同紙の編集者も務めている。

## 組織
独立党は約50,000人の党員を擁し、これはアイスランド人口の約15%に相当する（2009年時点）。青年組織である若き独立党員（Samband ungra sjálfstæðismanna, SUS）は12,000人以上の会員を有し、アイスランド最大の政治青年組織である。青年組織は党本部よりもやや古典的自由主義に傾斜している。

## 歴代党首
| No | 名前                                 | 在任期間                       | 期間       |
| -- | ------------------------------------ | ------------------------------ | ---------- |
| 1  | ヨン・ソルラークソン                 | 1929年5月29日 – 1934年10月2日  | 5年4か月   |
| 2  | オーラヴル・ソルス                   | 1934年10月2日 – 1961年10月22日 | 27年       |
| 3  | ビャルニ・ベネディクトソン           | 1961年10月22日 – 1970年7月10日 | 8年8か月   |
| 4  | ヨハン・ハフステイン                 | 1970年7月10日 – 1973年10月12日 | 3年3か月   |
| 5  | ゲイル・ハルグリームソン             | 1973年10月12日 – 1983年11月6日 | 10年       |
| 6  | ソルステイン・パウルソン             | 1983年11月6日 – 1991年3月10日  | 7年4か月   |
| 7  | ダヴィーズ・オッドソン               | 1991年3月10日 – 2005年10月16日 | 14年7か月  |
| 8  | ゲイル・ハールデ                     | 2005年10月16日 – 2009年3月29日 | 3年5か月   |
| 9  | ビャルニ・ベネディクトソン           | 2009年3月29日 – 2025年3月2日   | 15年11か月 |
| 10 | グズルーン・ハフステインスドッティル | 2025年3月2日 – 現職            | 144日      |